# Dorida (nimfa)
Za grčku provinciju, pogledajte Dorida.
Dorida (grčki Δωρις, Dôris) morska je nimfa iz grčke mitologije.

## Etimologija
Doridino je ime povezano s dvije grčke riječi – dôron („dar”) i zôros („čisto”). Njezino se ime koristi kao žensko ime u obliku Doris.

## Mitologija
Prema Heziodovoj Teogoniji, Dorida je Okeanida – kći Titana Okeana i njegove sestre Tetije, koji zajedno predstavljaju rijeku slatke vode koja, prema starijim mitovima, okružuje svijet. Heziod opisuje Doridu kao „ljepokosu” te također kaže da se udala za morskog boga Nereja, kojem je rodila kćeri Nerejide. Najpoznatije među njima su Tetida (majka junaka Ahileja) i Amfitrita (supruga vladara mora, boga Posejdona). Doridina sestra je Metida, majka božice Atene.
Jedini sin Doride i njezinog muža, rođen nakon mnogobrojnih kćeri, je Nerites, kojeg je Afrodita pretvorila u školjku.